# 亞馬遜人

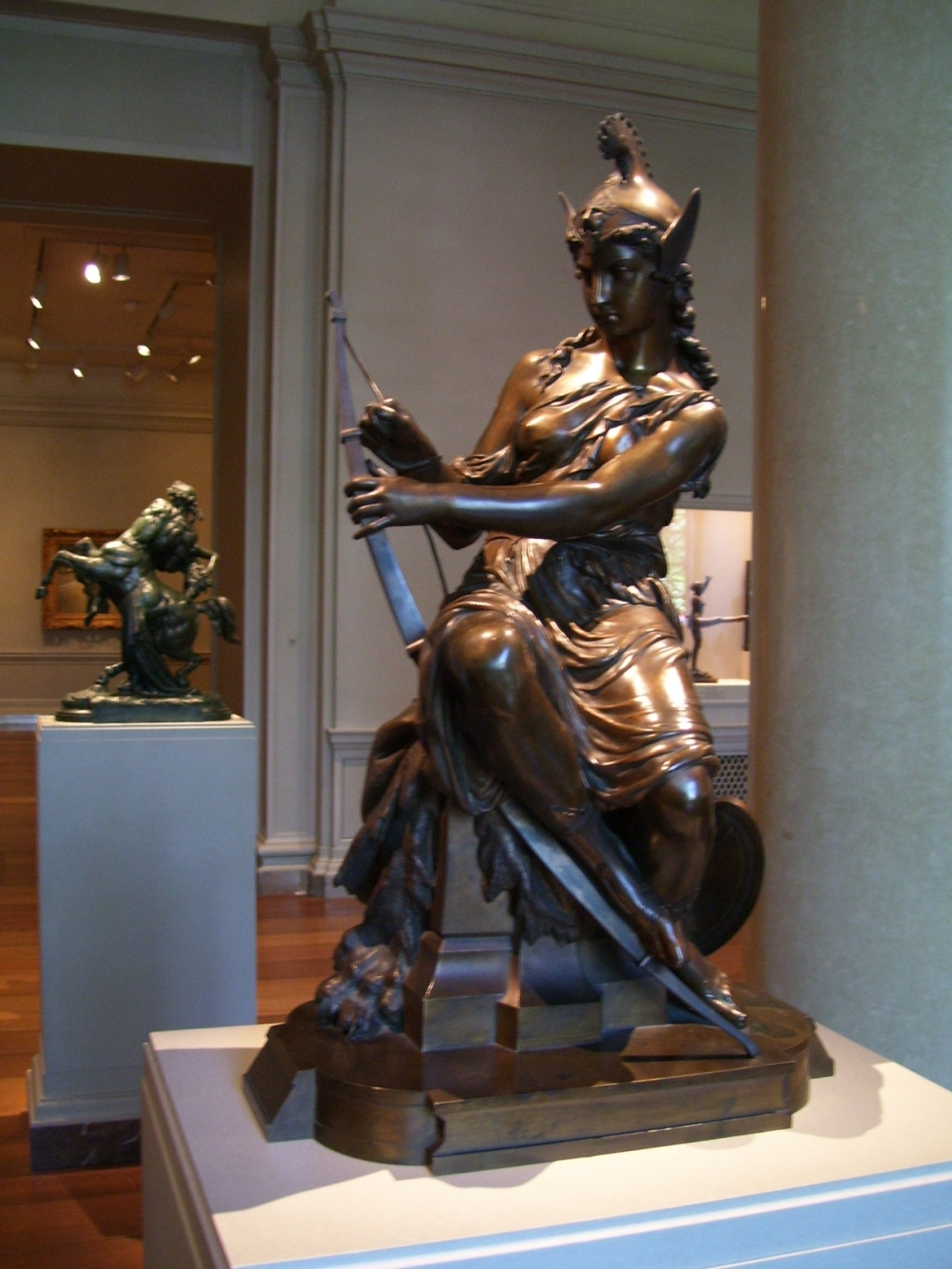
在美國華盛頓特區國家藝廊展出的一尊正在準備打仗的亞馬遜人雕像

亞馬遜人（英語：Amazones），是古希臘神話中一個由全部皆為女戰士構成的民族，主要居住在欧亚交界的黑海沿海地区，主要以狩猎生活，不少擅长剑术和弓术。亞馬遜人占据着小亞細亞、佛里及亞、色雷斯和敘利亞的許多地方。希臘歷史學家希羅多德認為這一民族來自位於薩爾馬提亞斯基泰一帶的地區。根據一些考古遺跡觀察所得，古薩爾馬提亞女性有可能曾經參與過戰爭，所以有一小部分的學者認為亞馬遜女人是真的在歷史上存在。

## 古希腊记载中的亞馬遜人

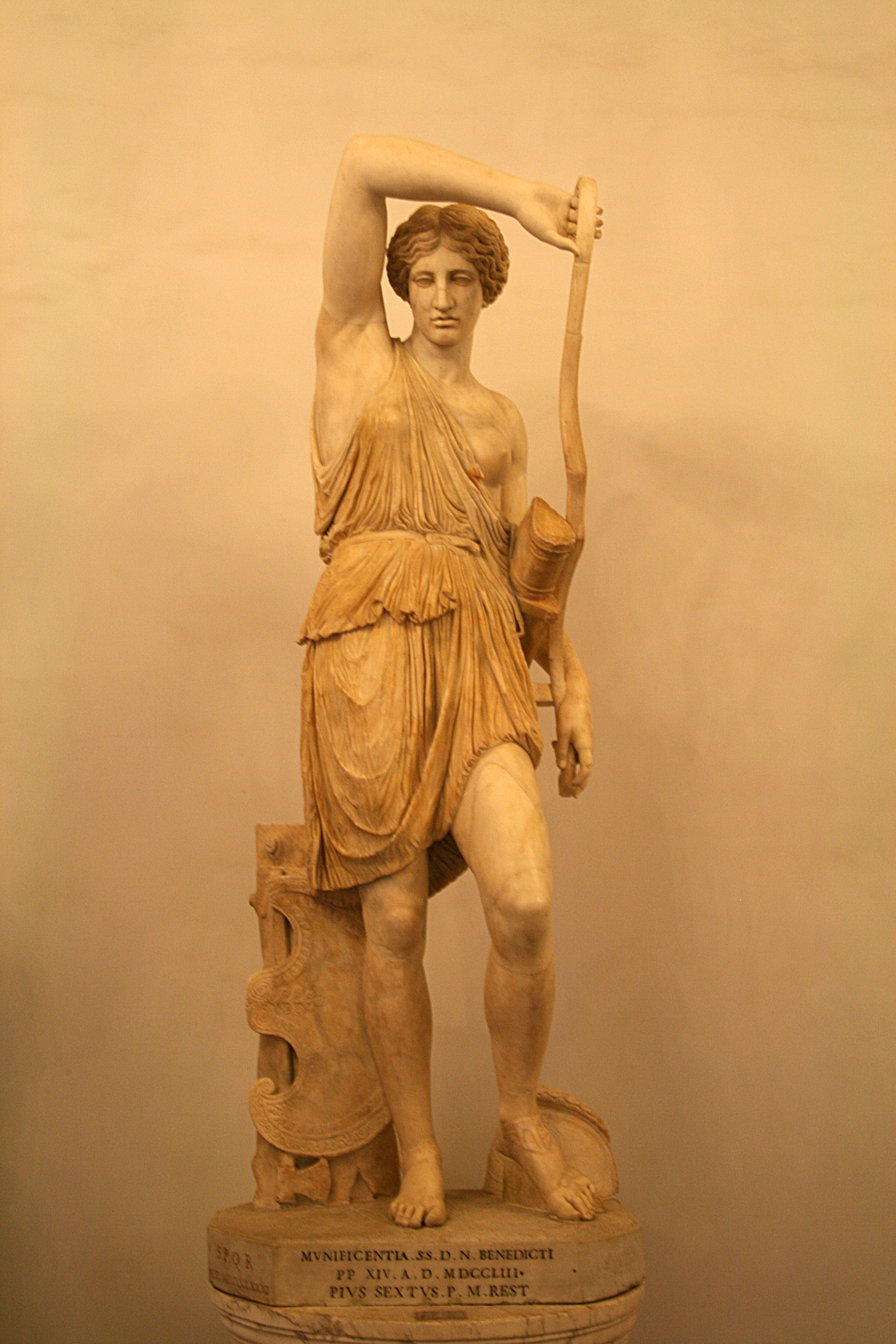
一座阿玛宗女人雕像

根据古希腊传说，阿玛宗人是阿瑞斯和哈耳摩尼亚的后代，居住在本都欧克辛斯海（Euxine Sea，即黑海）南岸的一部分。在那里，他们成立了一个由希波吕忒（一译“伊波利特”）女王统领下的独立王国。阿玛宗人建立了许多城镇，其中有士麦那、以弗所，锡诺普和帕福斯。据剧作家埃斯库罗斯讲，在遥远的过去，她们一直居住在西徐亚（今克里米亚麦奥提斯沼泽，即“亚速海”）；而普鲁塔克说，阿玛宗人住在塔奈斯河（今顿河）附近，但这是斯基泰人所称的“阿玛宗人”。阿玛宗人后来迁到了忒耳摩冬河（今土耳其北部的泰尔梅河）边的特弥斯库拉（今泰尔梅）。希罗多德依据西徐亚人对她们“欧约尔帕塔”（Oiorpata）称呼的含意，称她们为“Androktones”（男人杀手）。
在《奧德賽》中，阿玛宗人不允许男人住在她们的领地中或与女性接触；但为避免绝种，她们会定期同邻族加加尔人男人结合以繁衍后代。生了男孩则送归男方（一说杀死或弄成残废），生了女孩就留下抚养，训练她们打仗。在另外的版本中，当阿玛宗人打仗时，不会杀死所有的男人。她们会留下一些作为性奴隶，一年里与他们有一到两次的结合。
阿玛宗人同其他部落通婚也被用来解释其人口的不绝。例如，阿玛宗人与斯基泰人组家的故事。
阿玛宗人以弓箭、战斧、轻盾为武器。她们自己制造战盔、战袍。她们崇拜战神阿瑞斯和狩猎女神阿尔忒弥斯，在战斗中求生活。
在词源学的考证中“阿玛宗”一词的意义为“烙去少女的右乳”，以利于使用弓箭。但在古代的造型艺术中，阿玛宗人的形象是肌肉丰满的美妇，并没有伤残的反映。

## 主要故事
关于阿玛宗人的神话主要分為以下几组：
1. 赫剌克勒斯夺取阿玛宗人女王希波吕忒的魔带的故事[8]。
2. 忒修斯抢夺阿玛宗人女王安提俄佩（英语：Antiope (Amazon)）的故事[9]。
3. 阿玛宗人女王彭忒西勒亚率兵援助特洛亚，最后死于阿喀琉斯之手的故事[10]。
4. 柏勒罗丰征讨阿玛宗人的故事[11]。

## 后世影响
传说阿玛宗人修建了以弗所城并在那里修建了著名的阿尔忒弥斯神庙。
关于阿玛宗人的传说形成于希腊的史前时期，是母系社会的反映。这一传说遍布世界各地，一直到中世纪还很流行。尤其是在地理大发现时期，人们在美洲寻找阿玛宗人的踪迹。阿玛宗河（即亚马逊河）的名字就源自阿玛宗人。
围绕着阿玛宗人的神话故事产生了许多造型艺术作品。帕特农神庙西间壁上的阿玛宗人同希腊英雄战斗的浮雕产生于公元七世纪；在德尔斐的雅典人宝库间壁上的阿玛宗人的浮雕创作于公元五世纪初。巴赛的阿波罗·伊壁鸠鲁神庙缘壁上的雕塑创作于公元前五世纪；马格尼西亚的阿尔忒弥斯神庙的浮雕产生于公元前五至公元前四世纪。埃皮達魯斯的阿斯克勒皮俄斯圣殿西山墙三角楣饰上的浮雕和哈利卡尔纳索斯陵墓上西缘饰上的浮雕都创作于公元前世纪。在古棺和瓶绘上也都画有阿玛宗人的故事。在古代的造型艺术中，阿玛宗人像占有特殊的地位。
据老普林尼的记述，为了创作以弗所的阿耳忒弥斯神庙上的阿玛宗人的塑像，特组成了一个雕塑小组，包括波留克列特斯、菲狄阿斯、克勒西拉斯和福雷德蒙。流传下来的阿玛宗人塑像的罗马复制品，其希腊原品的作者都是上面谈到的前三人。波留克列特斯的《负伤的阿玛宗人》非常有名。
在巴罗克派的绘画艺术中，鲁本斯以阿玛宗人同希腊人作战为题材的绘画极负盛名。阿玛宗人神话也吸引着16-17世纪的欧洲诗人和戏剧家。法国剧作家罗贝尔·加尼耶写了《希波吕忒》；西班牙剧作家洛卜·德·维迦写了《阿玛宗人》，另一位西班牙剧作家提尔索·德·摩利纳写了《阿玛宗人在印度》。19世纪的浪漫主义者也借用这一神话题材，德国戏剧作家克莱斯特写了《彭忒西勒亚》；奥地利剧作家格里帕泽写了《金羊毛》，其中美狄亞設定為阿瑪宗人；意大利诗人塔索的《被解放的耶路撒冷》虽然写的不是阿玛宗人的故事，但也从中吸收了个别的情节；意大利画家丁托列托、老帕尔马、雷尼等人的某些绘画也都取材于阿玛宗人的故事。

## 相關族群
- 加加爾人
- 斯基泰人